# Tadeo Alderotti

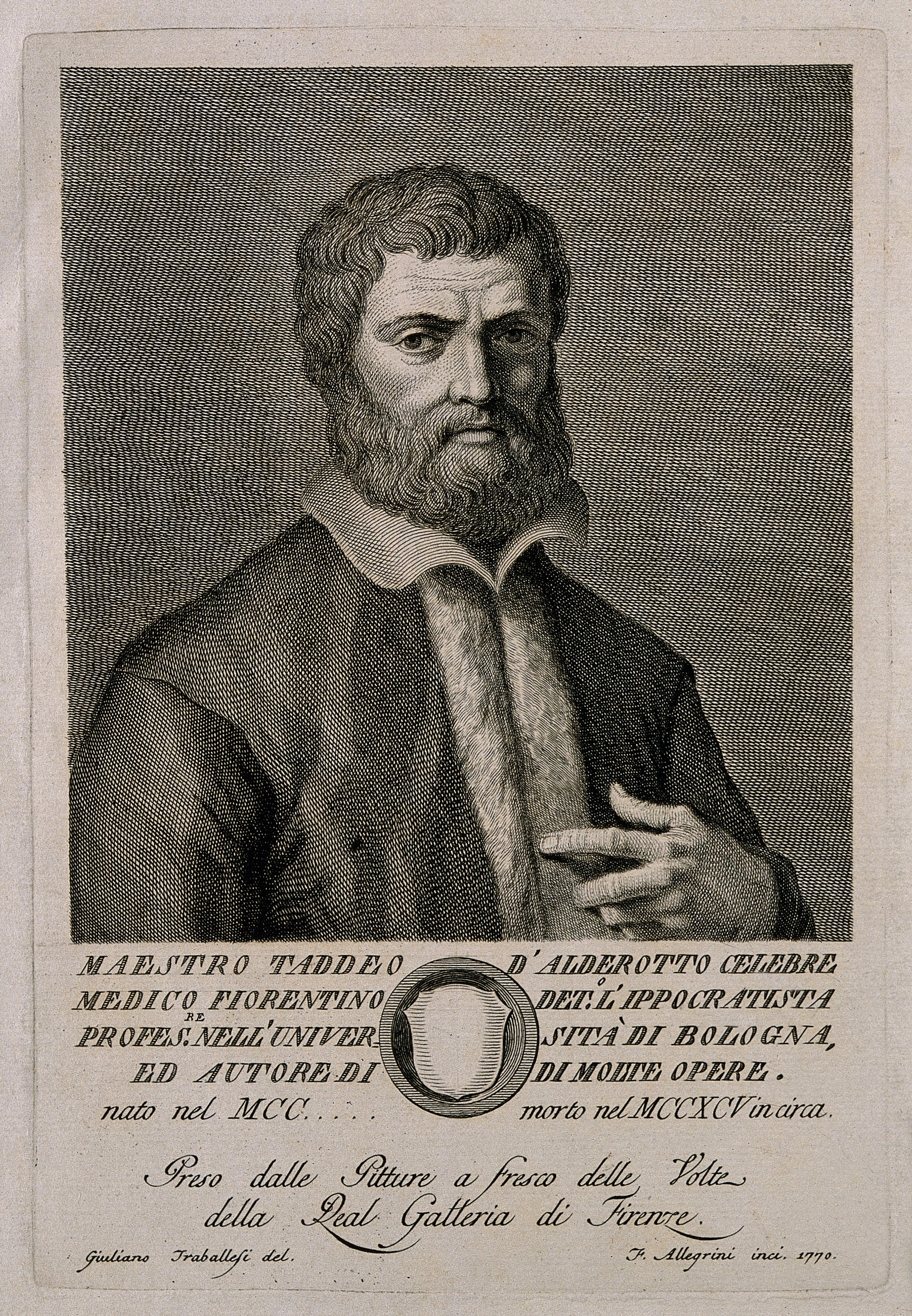

Tadeo Alderotti (1215-1295) (latín Thaddaeus Alderottus) o Tadeo de Florencia, nacido y muerto en Florencia, médico italiano, fundador de una escuela de medicina en Bolonia.

## Biografía
Tadeo de Florencia redactó una obra de medicina, Della conservazione della salute, para el señor florentino Corso Donati. En 1260, se convirtió en profesor de medicina de la universidad de Bolonia, donde enseñó a partir de los antiguos textos de Hipócrates, Galeno y Avicena. Su método seguía las cuatro causas aristotélicas: causa material (tema de discusión), causa formal (esposición y forma), causa eficiente (autor de la obra), y causa final (objetivo).
Entre sus libros, se encuentra Consilia, una recopilación de estudios de casos médicos, con análisis e informes detallados.
Tadeo de Florencia tuvo por alumnos o discípulos a Mondino de Liuzzi, Gentile de Foligno y Bartolomeo de Varignana.
Dante le cita en la Divina Comedia en el Paraíso (XII, 83), así como en el Convivio (I, 10).

## Obras
- Consilia
- De conservatione sanitatis
- In Claudii Galeni artem parvam commentarii
- De virtutibus aquae vitae